# Mitología coreana
La mitología coreana es un conjunto de mitos de varias épocas de Corea que tratan sobre el origen de Corea, las fundaciones de los reinos coreanos, la cosmogonía y sus sentimientos.

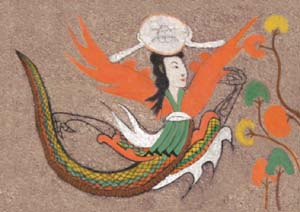
Diosa lunar de la mitología coreana.

Los primeros mitos coreanos son anteriores a las creencias budistas, confucianas y taoístas y, en cambio, tienen su origen en la religión y el chamanismo tradicional coreano. Los rituales que glorifican a los dioses chamánicos son fundamentales para volver a contar los mitos chamánicos coreanos.
Muchos mitos chamanísticos coreanos antiguos se perdieron tras el surgimiento del confucianismo, que enfatizó el pragmatismo y el racionalismo. Solo una fracción de los mitos coreanos que se cree que existió en la antigüedad fueron finalmente documentados por eruditos confucianos y budistas, muchos de los cuales modificaron las historias para que se ajustaran a sus propios sistemas de creencias.
Hay un mito del tipo de diluvio universal denominado El hijo del árbol (Moktohryong) y la inundación. Además de un mito de un diluvio local controlado por un personaje.
Hay mitos que explican el origen de los accidentes geográficos. Algunos de los accidentes geográficos explicados por mitos son: Samsonghjiol (significa en coreano Agujeros de los Tres Apellidos), la Roca de la Calabaza y la Montaña Pekma y las formaciones rocosas en forma de canasta Nongham.

## Influencias del Chamanismo coreano

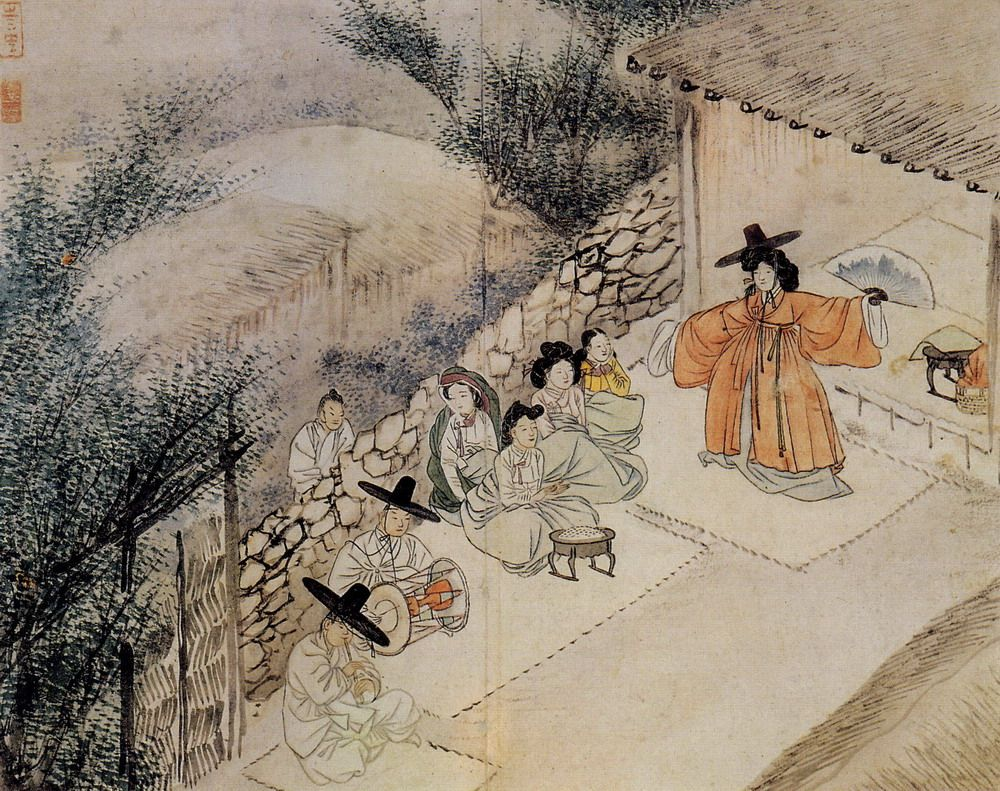
La representación de un mudang actuando en un gut en la pintura titulada Munyeo sinmu (무녀 신무, 巫女 神 舞), realizada por Shin Yunbok a finales de Joseon (1805).

El chamanismo coreano desempeñó un papel importante en la creación de los antiguos mitos coreanos. Los mitos chamánicos se conocen como musoksinhwa (Hangul: 무속 신화; Hanja: 巫 俗 神話) y se recitan como parte de los rituales destinados a proteger a los humanos y la naturaleza. Un keungut (Hangul: 큰굿), que significa "gran ritual" es el arquetípico ritual chamánico coreano, y cada una de sus doce partes incluye un bonpuri (Hangul: 본 풀이; Hanja: 本 -), que significa un mito sobre un dios.
Los antiguos coreanos seguían un concepto animista y creían que cada objeto tenía un alma y, como tal, los rituales chamánicos incluían adorar a los espíritus y demonios que habitan objetos como montañas y ríos. Se cree que un chamán puede comunicarse con el mundo espiritual. En la mitología coreana, se dice que los primeros líderes de Corea tienen cualidades chamanísticas o que descienden de los chamanes. Se decía que Dangun, el fundador mitológico de Corea, poseía rasgos chamánicos y a veces se lo representa como un dios de la montaña, también conocido como sanshin.
La mayor cantidad de mitos chamanísticos provienen de la isla de Jeju y la provincia de Hamgyeong del Sur.

## Mitos de la Creación
Los mitos de la creación explican cómo comenzó el mundo y de dónde vino la gente. Por lo general, incluyen un primer hombre o una primera mujer que es responsable de crear el mundo.

### Changsega
Changsega (Hangul: 창세 가, Hanja: 創世 歌) es un mito de la creación chamánica de Hamhung, provincia de Hamgyong en la actual Corea del Norte. La historia explica cómo el cielo y la tierra fueron separados por un dios gigante llamado Mireuk, quien colocó una columna de cobre en cada esquina de la tierra para sostener el cielo. Creó hombres de cinco insectos dorados y mujeres de cinco insectos plateados. La humanidad fue pacífica bajo el gobierno de Mireuk, hasta que apareció otro gigante llamado Seokga, y los dos compitieron para gobernar el mundo humano. Seokga ganó, pero su victoria fue injusta y se considera, en este mito, la fuente del mal y del pecado en la humanidad.

### Cheonjiwang Bonpuri
Cheonjiwang Bonpuri (Hangul: 천지왕 본 풀이, Hanja: 天地 王 本 -) es un mito de la creación chamánica de la isla de Jeju en la actual Corea del Sur. Cuenta la historia de Cheonjiwang (el Rey Celestial), que baja de los cielos para luchar contra un hombre grosero Sumyeongjangja, pero falla en su misión. Mientras está en la tierra, Cheonjiwang se casa con Bakiwang, quien da a luz a dos hijos, Daebyeolwang (el Gran Rey de las Estrellas) y Sobyeolwang (el Pequeño Rey de las Estrellas). Finalmente, Cheonjiwang hace que sus hijos compitan para convertirse en gobernantes del mundo humano. Sobyeolwang gana y castiga a Sumyeongjangja convirtiéndolo en un insecto.
En algunas versiones de la historia, Daebyeolwang también se convierte en el gobernante del inframundo.

### Magohalmi
Magohalmi (Hangul: 마고 할미, Hanja: 麻姑 -) es un mito de creación de la región de Kwanbuk de la provincia de Hamgyŏng del Norte en la actual Corea del Norte sobre una diosa gigante llamada Abuela Mago. Mago crea todas las formaciones geológicas en la tierra utilizando barro, rocas y su propia orina y excrementos. A diferencia de los mitos de creación sobre las deidades masculinas, este mito solo se transmitió oralmente y no se incluyó en registros formales o rituales.

### Sirumal
Sirumal (Hangul: 시루 말) es un mito de la creación chamánica de Osan, provincia de Gyeonggi, en la actual Corea del Sur. La historia se realiza frente a una vasija de barro ritual a vapor llamado siru. En la historia, Dangchilseong pasa la noche con la Dama Maehwa, quien da a luz a dos hijos, Seonmun y Humun, después de que Dangchilseong se va. Los niños son burlados en la escuela por no tener padre, pero aprenden sobre su padre y ascienden hacia el cielo para encontrarse con él. Luego le da a Seomun el reino de Daehanguk y a Humun el reino de Sohanguk. Hulus:

## Mitos fundacionales
Geonguksinhwa (Hangul: 건국 신화; Hanja: 建國 神話) son mitos que explican la fundación de una nación. Los antiguos mitos fundacionales de Corea a menudo incluyen una historia sobre la unión de un padre del cielo y una madre de la tierra. Los mitos fundacionales medievales de Corea establecieron en cambio que los gobernantes coreanos tenían linaje divino pero no eran deidades en sí mismas.

### Dangun
Dangun Wanggeom (Hangul: 단군왕검; Hanja: 檀 君王 儉) es el fundador de Gojoseon, el primer reino de Corea. Se cree que fundó Gojoseon en 2333 a. C.. La historia de Dangun fue registrada en dos documentos del siglo XIII, el Samguk Yusa y el Jewang Ungi.

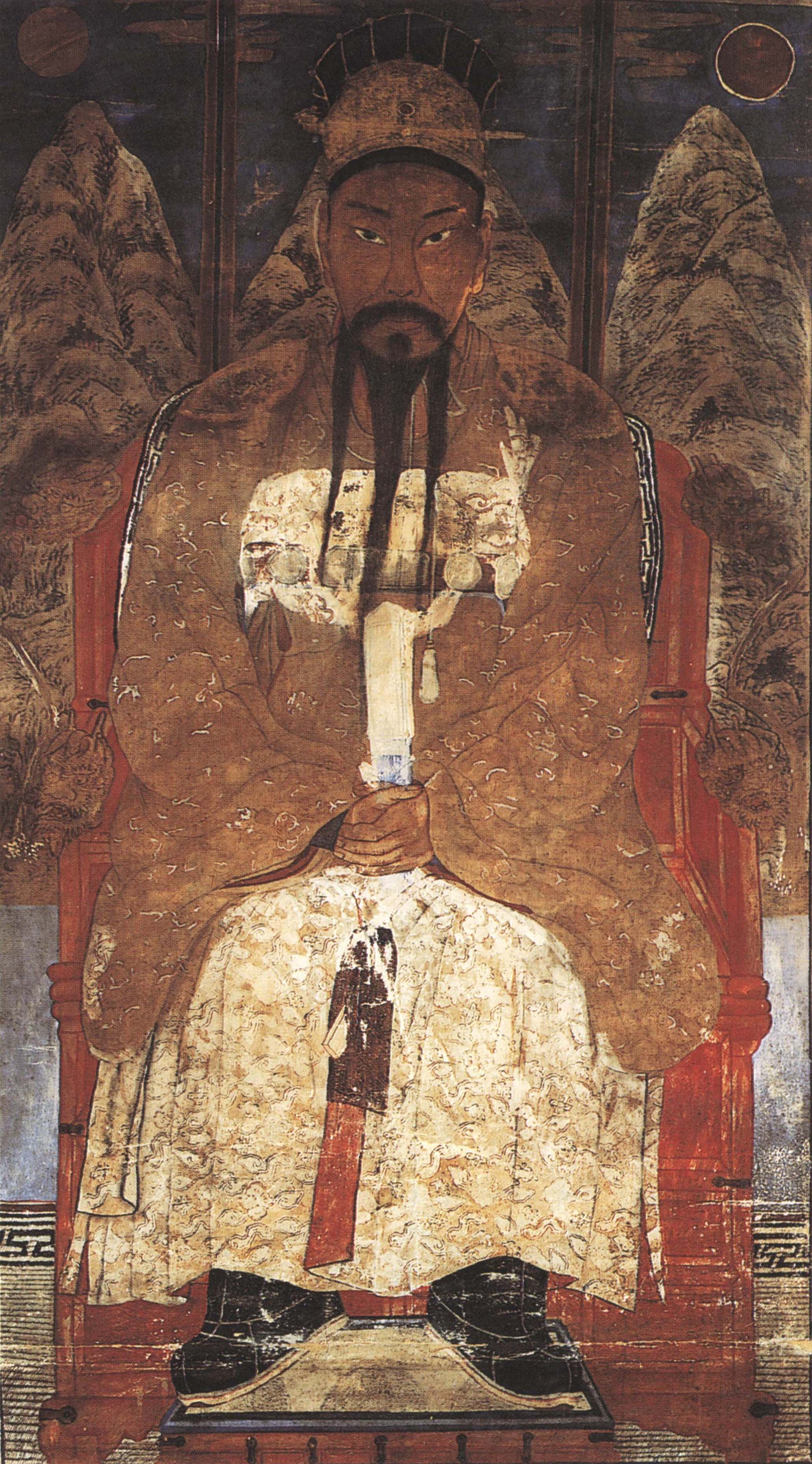
Dangun, el fundador del primer reino coreano.

El abuelo de Dangun, Hwan-in, era el "Señor del cielo", mientras que su padre, Hwan-ung, descendió a la tierra y fundó una sociedad en la península de Corea. En algunas versiones del mito, su sociedad se encuentra en el monte Taebaeksan y en otras versiones se encuentra en el monte Paektu. Cuando un oso y un tigre llegaron a Hwan-ung pidiendo ser humanos, les dio a cada uno un paquete de comida sagrada para comer y les dijo que se quedaran en una cueva durante 100 días, después de los cuales se convertirían en humanos. Mientras el tigre se rindió, el oso siguió las instrucciones y se convirtió en una mujer llamada Ungnyeo. De la unión entre Hwang-ung y Ungnyeo nació Dangun, quien gobernó a Gojoseon durante 1.500 años antes de convertirse en un dios de la montaña (sanshin).

## Mito del diluvio

### Namu Doryeong
Namu Doryeong (Hangul: 나무 도령, Hanja: - 道 令) es un mito sobre el hijo del espíritu de un árbol guardián. Namu, sobrevivió a una inundación flotando en el árbol. Primero salvó una colonia de hormigas del diluvio, luego un enjambre de mosquitos, hasta que salvó a todos los animales del mundo. Namu Doryeong finalmente salvó a un joven humano, a pesar de los consejos del árbol en contra.
Después de la inundación, Namu conoció a una mujer mayor y sus dos hijas en el Monte Baekdu, donde habían estado a salvo de la inundación. La mujer le dijo a Namu que si ganaba un concurso, podría tener la mano de su hija en matrimonio. Ganó el concurso con la ayuda de un enjambre de hormigas, que resultaron ser las mismas que había salvado durante la inundación. Namu y el joven que había salvado se casaron con las dos hijas, y formaron la próxima raza humana.

## Mitos del Más Allá

### Chasa Bonpuri
El Chasa Bonpuri (Hangul: 차 사본 풀이, Hanja: 差使 本 -) es un mito del inframundo de la isla de Jeju. El héroe Gangrim Doryeong recibe la orden de su rey (Kimchiwonnim) de capturar a Yeomna, Rey del Inframundo, para descubrir la razón de las misteriosas muertes de los tres hijos de Gwayanggaxi. Con la ayuda de Munshin, el dios de las puertas, y Jowangshin, el dios del hogar, Gangrim captura a Yeomna. Después de probar la sabiduría de Gangrim, Yeomna le dice a Kimchiwonnim que las muertes misteriosas se deben a que los tres hijos son en realidad los tres príncipes de Beomul, que fueron asesinados por Gwayanggaxi. Eligieron renacer como hijos de Gwayanggaxi para vengarse de sus asesinos. Gangrim se convirtió en el dios de la muerte, que cosecha almas muertas y las lleva al inframundo.

### Mito de Barigongju
El Barigongju o Baridegi (Hangul: 바리 공주, Hanja: 鉢 里 公主) es un mito chamánico sobre la Princesa Abandonada. En la historia, los padres de la princesa la abandonan porque no pueden tener un hijo, y ella es su séptima hija. Años después, los padres de la princesa se enfermaron y ella viaja al inframundo para encontrar el elixir de la vida. Con ella, revive a sus padres y se convierte en una diosa que guía las almas de los muertos de la tierra al cielo.

## Mitos del Nacimiento y de la Enfermedad

### Samshin Halmoni
Samshin Halmoni (Hangul: 삼신 할머니, Hanja: 三 神 ---) es un mito chamánico sobre la triple diosa del nacimiento. Después de ser seducida por un monje, sus hermanos amenazaron con matarla por deshonrar a su familia. Ella se escondió en una cueva, donde dio a luz y luego fue liberada por su madre, un chamán del cielo.

### Sonnimgut
Sonnimgut es un mito sobre los 53 dioses de la viruela, llamados Sonnimne, que vivían en China. Sin embargo, los Sonnimne querían vivir en Corea, por lo que la bella diosa Gaxi Sonnim, dirigió a tres de los Sonnimne allí, pero no podían cruzar el río Yalu. Un día, un barquero dijo que los tres dioses podrían cruzar el Yalu en su bote si Gaxi Sonnim le hacía el amor. Gaxi Sonnim cortó la cabeza del barquero con una daga y luego dio viruela a los siete hijos del barquero, matando a los seis mayores. El séptimo hijo sobrevivió, aunque quedó discapacitado. Luego, cruzaron el Yalu en el bote del barquero.
Cuando los dioses llegaron a Seúl, intentaron dormir en la casa del rico Kim Jangja, pero fueron rechazados. En cambio, dormían en la choza de la amable bruja, Nogo Halmi. Después de bendecir a la nieta de Nogo Halmi con longevidad y buena suerte, el trío se dirigió hacia la mansión de Kim Jangja.
Kim Jangja escondió a su hijo Cheolhyeon en una montaña alta y quemó pimienta en cada calle porque se decía que la pimienta alejaba a los Sonnimne. Estos atacaron a Cheolhyeon, primero atrayéndolo fuera de la montaña y luego azotándolo. Los Sonnimne perforaron agujas de plata en las articulaciones de Cheolhyeon, y finalmente, Kim Jangja prometió hacer un sacrificio por los Sonnimne. Sin embargo, la promesa era falsa, y enojados mataron a Cheolhyon y lo hicieron el quincuagésimo cuarto Sonnimne.
Cuando los Sonnimne regresaron a China, descubrieron que Nogo Halmi vivía en la mansión de Kim Jangja con su nieta y su yerno, mientras que Kim Jangja vivía como un mendigo enfermo en la choza de Nogo Halmi. Cuando Cheolhyeon denunció esta situación, los Sonnimne le dieron dinero a Kim Jangja y curaron su enfermedad. Cheolhyeon luego se unió a los Sonnimne.

## Mitos de la agricultura

### Segyeong Bonpuri
Segyeong Bonpuri (Hangul: 세경 본 풀이, Hanja: 世 經 本 -) es un mito sobre Jacheongbi, la diosa de la tierra y el amor. "Ja-cheong" se traduce en "deseos personales". Esto se refiere a la independencia de Jacheongbi, la autosuficiencia y la fuerte voluntad de hacer lo que sea necesario para lograr un objetivo. En el mito, Jacheongbi se disfraza de joven para recibir una educación superior. Finalmente se enamora de uno de sus compañeros llamado Mun, que es el hijo del Emperador del Cielo. De esta manera, los dos comparten una habitación durante tres años de estudio. Después de que termine el plazo, Jacheongbi decide confesar sus sentimientos al joven dios. Él acepta sus sentimientos y se casan en secreto, sin embargo, debe regresar al Jardín del Cielo para casarse con otro.
Para probar qué novia sería la mejor para su hijo, el padre les plantea a ambos un desafío: caminar con cuchillos en el fuego. Jacheongbi, con su fuerte voluntad y determinación, completa la tarea con su amor inquebrantable por Mun. La otra novia se niega fuertemente y en su lugar se mata de hambre haciéndola conocida como el "Fantasma Hambriento". Se convirtió en una tradición de boda dar ofrendas debajo del altar en su memoria.
Independientemente de esto, el padre ordena a su hijo que pase la mitad de su tiempo con él en el Jardín del Cielo. Jacheongbi acepta esto sabiendo que su esposo volverá con ella. Desafortunadamente, Jacheongbi está equivocada cuando su esposo con el tiempo se olvida de ella y nunca regresa. Habiéndose cansado de esperarlo, Jacheongbi se dispone a encontrar a Mun con su sirviente Jeongsunam. Habiéndose enamorado de ella, el sirviente intenta violar a Jacheongbi. A pesar de ser visto como frágil y delicado, Jacheongbi es muy fuerte y sabio y logró matar al sirviente.
Luego, Jacheongbi siente la necesidad de corregir sus acciones y quiere devolverle la vida. Ella se disfraza de hombre nuevamente y va al Jardín del Cielo, que tiene flores para cada persona en la Tierra y cura todas las enfermedades. Mientras está disfrazada, Jacheongbi encanta al jardinero para que le diga qué flor se puede usar para devolverle la vida a Jeongsunam y también curarlo de su lujuria por las mujeres. Mientras está en el jardín, Jacheongbi se encuentra con los dioses que están en disputa. Usando su sabiduría e ingenio agudo, ella logra encontrar una solución a los argumentos entre los dioses y trae paz. Por gratitud, el Emperador del Cielo le da a Jacheongbi a su esposo y 5 granos para que los lleve de vuelta a la tierra.
Los granos son cebada, arroz, frijoles, mijo y mijo de cola de zorra. Jacheongbi luego le pregunta si podría darle un grano que crecería incluso en las condiciones más duras. Apreciando su compasión por la gente, el Emperador aprueba su humilde pedido y le regala trigo sarraceno. Esta historia es la razón por la cual Jacheongbi es representada como la diosa de la tierra y el amor. Finalmente, Jacheongbi se convierte en Jungsegyeong, la Diosa de la Agricultura Terrenal; Mun se convierte en Sangsegyeong, el Dios de la Agricultura Celestial; y el sirviente Jeongsunam se convierte en Hasegyeog, el Dios Ganadero.

## Mitos Gashin
Los gashin son deidades que protegen edificios, habitaciones y objetos.

### Munjeon Bonpuri
Munjeon Bonpuri (Hangul: 문전 본 풀이, Hanja: 門前 本 -) es un mito sobre el origen de Cheukshin, la diosa del baño. En la historia, Noiljadae (o su hija, en algunas versiones), mata a Yeosan Buin e intenta matar a sus siete hijos. Sin embargo, Noiljadae se suicida cuando su séptimo hijo, Nokdisaengin, frustra su plan, y Yeosan Buin vuelve a la vida con las flores Hwansaengkkot. Yeosan Buin se convierte en Jowangshin, la deidad de la cocina, el hogar y el fuego.

### Seongju Puri
Seongju Puri es un mito sobre el malvado mago Sojinhang que intenta reclamar a Teojushin, la diosa de la tierra. Sin embargo, Sojinhang es derrotado y se convierte en un Jangseung o tótem. Sus hijas se convierten en deidades llamadas Seonangshin.

### Seongjo Puri
Seongjo Puri es un mito sobre Ansimguk de Seongjo, quien abandona a su esposa, Gyehwa Buin. Como resultado, es abandonado en una isla desierta, donde vive durante tres años como una bestia peluda.

## Otros mitos

### Gunung Bonpuri
En el Gunung Bonpuri, el gigante Wang Janggun mata al Rey Dragón del Mar del Oeste con una flecha a petición del Rey Dragón del Mar del Este. Este le da la mano de su hija en matrimonio, y el gigante Wang Janggun y sus tres hijos se convierten en Gunungshin, o dioses de la guerra.

### Igong Bonpuri
El mito de Igong Bonpuri cuenta la historia de Hallakgungi, quien se convirtió en la deidad que protegió el reino mitológico de los Campos de Seocheon.

## Deidades
- Sanshin - Dioses de la montaña.

- Munshin - Dios de las puertas.

- Teojushin - Diosa del terreno en el que se construye la casa.

- Cheukshin - Diosa del baño.

- Jowangshin - Deidad del hogar y la cocina.

- Eopshin - Diosa del almacenamiento y la riqueza.

- Yeomna - Dios de la muerte.

- Sosamshin - Diosa del nacimiento del ganado.

- Seonangshin - Diosa de pueblos, fronteras y guerras.

- Yongwang

- Gashin - Dioses que protegen edificios, habitaciones y objetos.

- Nulgupjishin - Dios del grano.

- Dosumunjang - Dios Creador.

- Cheonjiwang - Rey del cielo de los dioses.

- Bagiwang - Reina de la Tierra.

- Daebyeol - Rey del más allá.

- Sobyeol - Rey del mundo humano.

- Hwadeok Jingun - Dios del fuego.

- Byeorak Jang-gun - Dios del Trueno y el rayo.

- Gangrim - El dios cosechador de almas y líder de los Chasa (mensajeros segadores).

- Jibuwang - Dios del más allá que da órdenes a los Chasa.

- Danggeum - Doncella madre de los trillizos Jeseok, Sanshin de la agricultura, que tras el parto subió al cielo.[9]

- Samshin - Triple deidad. Diosa de la fertilidad, el parto y la crianza.

- Jeoseung Halmang - Diosa que trae la muerte a los bebés.

- Sambuljeseok - Tres dioses del destino, hijos de Danggem.

- Byeolsang - Dioses de la viruela, incluidos Sonnimnes y Eojeontto.

- Baridegi - La princesa abandonada.

- Hallakgungi - Dios de las flores protector de los Campos de Seocheon.

- Gameunjang - Diosa del término 'Jeonsang' que podría referirse a 'Destino' o 'Vida anterior'.

- Segyeongshin - ver arriba.

- Oneuli - Diosa del Tiempo.

- Honsuseongin - Dioses que protegen a los niños de las enfermedades.

- Chilseongshin - Dios de los Septentriones.

- Gungsang - Dios del Sol.

- Myeongwol - Diosa de la Luna.

- Yeonggam - Dioses Dokkaebi.

- Jijang - Diosa de la desgracia.

- Bonhyangdang - Los guardianes de la aldea, Gwenegitto, Baramun y Baekjo Agi se llaman Bonhyangdangs.

- Samani - Dios de la vida útil.

- Gunungshin - Dioses de la guerra.

- Yeongdeung - Diosa del Viento.

- Bugeun - Dios de las relaciones sexuales.

- Gamheung - Padre de todos los dioses.

- Geollipshin - Dioses de la Pobreza.

- Seomul Halmang o Abuela Seomul - Diosa de la provincia insular de Jeju.[10]

- Tarhe Sok - Por salir de un huevo lo denominó su madre adoptiva Tarhe, y su apellido significa en chino, garza, elegido por su madre adoptiva por haberlo encontrado rodeado de estas aves, rey mítico de Silla y Sanshin de la montaña Tong (actual Tojam).[11]

### Otros seres mitológicos
- Dragón coreano
- Gwishin - tipo de fantasma
- Hyeon-mu - uno los cuatro monstruos divinos que indican los puntos cardinales
- Chollima - caballo alado
- Kumiho - zorro de nueve colas
- Dokkaebi - espíritus traviesos que aparecen de noche
- Imugi - dragones menores
- Haetae - león con escamas y un cuerno en la cabeza
- Bulgasari - monstruo devorador de hierro
- Samjoko - pájaro de tres patas que representa el sol
- Bulgae - bestias de perro del reino de la oscuridad que siempre persiguen el sol y la luna
- Inmyeonjo - una criatura mítica con el cuerpo de un pájaro y la cabeza de un humano
- Samjokgu - perro de tres patas que guía a las personas y distingue a los kumihos
- Samdugumi - monstruoso espíritu zorro de la isla de Jeju que tiene tres cabezas y nueve colas